# La Revue des ressources
La Revue des ressources est une revue électronique en temps réel sur Internet (la page d'accueil est évolutive selon une ligne éditoriale mensuelle au calendrier de diffusion progressif), en code source libre SPIP, indépendante (associative et autofinancée) et d'accès gratuit, créée en 1998, après la fin de la revue Points de Fuite en ligne (1996-1998), par Robin Hunzinger et Bernard Gauthier, à Paris.
Il s'agit d'une revue prioritairement littéraire pluridisciplinaire, qui s'est accrue d'une bibliothèque sonore et d'une vidéothèque numériques. Elle est éditée par l'association Éditions des ressources.

## Présentation
Publiée par les Éditions des ressources, La Revue des ressources présente un index de 360 auteurs actuels, contemporains ou anciens, liste demeurant ouverte et qui cadre une confrontation d'œuvres de création littéraire ou poétique intégrales, de textes inédits dont expérimentaux, d'essais critiques ou théoriques, d'extraits d'œuvres, de bonnes feuilles de livres d'édition, de brèves d'actualité.
Elle est notamment référencée sur le site du Centre national du livre et celui du ministère de la Culture. Elle compte environ 200 000 lecteurs mensuels.
Depuis 2012, une maison d'édition papier a été créé, les éditions de la Revue des ressources. Elle publie des ouvrages de poètes comme Fred Griot, Claude Favre et des écrivains comme Régis Poulet et Kenneth White.

### Comité éditorial et de rédaction
Ours de la revue :
- Aliette G. Certoux
- Bernard Gauthier
- Robin Hunzinger[9]
- Xavier Leton
- Élisabeth Poulet
- Régis Poulet

### Publications
La Revue des ressources a publié un volume hors commerce intitulé Le Recours aux forêts, qui rassemble quatre textes de Robin Hunzinger, Rodolphe Christin, Laurent Margantin et Serge Meitinger ; un site spécifique a été mis en ligne autour du thème.